# Litaneutria pacifica
Litaneutria pacifica är en bönsyrseart som beskrevs av Samuel Hubbard Scudder 1896. Litaneutria pacifica ingår i släktet Litaneutria och familjen Mantidae. Inga underarter finns listade i Catalogue of Life.